# Сент Огаста (Минесота)
Сент Огаста (енгл. St. Augusta) град је у америчкој савезној држави Минесота.

## Демографија
По попису из 2010. године број становника је 3.317.
| Група             | 2000.    | 2010.         |
| Белци             | 0 (0,0%) | 3.220 (97,1%) |
| Афроамериканци    | 0 (0,0%) | 16 (0,5%)     |
| Азијати           | 0 (0,0%) | 23 (0,7%)     |
| Хиспаноамериканци | 0 (0,0%) | 21 (0,6%)     |
| Укупно            | 0        | 3.317         |